# L'ora della violenza 4
L'ora della violenza 4 (The Substitute: Failure Is Not an Option aka The Substitute 4) e un film del 2001 diretto da Robert Radler. È il quarto e ultimo film della serie L'ora della violenza.

## Trama
L'ex mercenario Karl Thomasson, riceve la richiesta da parte di un suo vecchio compagno d'armi di infiltrarsi nell'accademia militare, facendosi passare per un supplente di storia, al fine di indagare su un gruppo di estrema destra che sembra avere sede nell'accademia. Ad aiutarlo c'è il medico Jenny e l'istruttore di arti marziali del college Deviln.